# Ateloglossa cinerea
Ateloglossa cinerea là một loài ruồi trong họ Tachinidae.